# Curimagua granulata
Curimagua granulata är en mångfotingart som beskrevs av Hoffman 1982. Curimagua granulata ingår i släktet Curimagua och familjen Chelodesmidae. Inga underarter finns listade i Catalogue of Life.